# Comuna Velîki Sorociînți, Mirhorod
Velîki Sorociînți (în ucraineană Великі Сорочинці) este o comună în raionul Mirhorod, regiunea Poltava, Ucraina, formată din satele Malîi Bairak și Velîki Sorociînți (reședința).

## Demografie
Componența lingvistică a comunei Velîki Sorociînți
     Ucraineană (97,98%)
     Rusă (1,95%)
     Alte limbi (0,06%)
Conform recensământului din 2001, majoritatea populației comunei Velîki Sorociînți era vorbitoare de ucraineană (97,98%), existând în minoritate și vorbitori de rusă (1,95%).